# Openbaar vervoer van A tot Z
Zie ook: Spoorwegen van A tot Z en Tram en metro van A tot Z voor artikelen over de technische kant van spoorwegen en goederenvervoer per spoor, alsmede over andere vervoermiddelen in het openbaar vervoer.

## 2
- 220Xpress

## A
- Aansluiting
- AEG-lagevloertram
- Algemeene Transport Onderneming
- Alta Velocidad Española
- Antwerpsche Autobussen
- Maxx Almere
- Amstelveenlijn

- Amsterdamse metro
- Amsterdamse tram
- Antwerpse premetro
- Antwerpse tram
- Aquabus
- Area
- Arnhemse trolleybus

- Arriva
- Arriva Personenvervoer Nederland
- ATAC
- AVE
- Athene, metro van

## B
- B10BLE
- Bahnbus
- Bandenmetro
- Bandentram
- Bangkok, metro van
- Bangkok Skytrain
- Barcelona, metro van
- Basismobiliteit
- BBA
- Belbus

- Berkhof
- Berkhof 2000NL
- Berlijn, metro van
- Berlijn, S-Bahn van
- Blauwe Tram
- Brabantsche Buurtspoorwegen en Autodiensten
- Brandstofcelbus
- Breng
- Brugse stadsbus
- Brusselse metro
- Brusselse premetro

- Brusselse tram
- Bus
- Busbaan
- Buschauffeur
- Bushalte
- Bussluis
- Busstation
- Busstrook
- Buurtbus

## C
- CGTA (Antwerpen)
- Charleroi, Métro Léger de
- Tram van Chemnitz
- Chicago Transit Authority
- Cisalpino
- Citadis
- Citaro

- Cito
- Cityrunner
- Civis
- Cobra (tram)
- Collectief Vraagafhankelijk Vervoer
- Combino
- combofoon

- concessieverlener
- conducteur
- Connex
- Connexxion
- Croydon Tramlink
- CVV
- Cramers Autobus Onderneming

## D
- DB
- DBAG
- De Lijn
- Dedemsvaartsche Stoomtramweg-Maatschappij
- Den Oudsten
- derde klas

- Deutsche Bahn
- Deutsche Bundesbahn
- dienstregeling
- DLR
- Docklands Light Railway

- Dolmus
- DSM
- dubbeldeksbus
- Duvedec

## E
- Egberts' Zonen
- Eemland Express
- Eenrichtingsvoertuig
- Eerste Beeker Autobus Dienst

- Eerste klas
- Elektrische Tramwegen van Gent
- Estram
- Eurostar

- Eurotram
- EuskoTran
- EuskoTren
- EvoBus

## F
- Fast Flying Ferry
- Ferrovie dello Stato Italiane
- FirstGroup

- Flevo Ferries
- Flexity Outlook

- Friese Autobus Maatschappij
- funiculaire

## G
- Gaasperplaslijn
- Gecadanceerde dienstregeling
- gedecentraliseerde treindienst
- Geinlijn
- gelede bus
- Gelede Tram Lang
- geleide bus
- gemeentelijk vervoerbedrijf
- Gemeentelijk Vervoerbedrijf Groningen
- Gemeentelijk Vervoerbedrijf Utrecht
- gemeentevervoerbedrijf

- Gemeentevervoerbedrijf Amsterdam
- GEN
- Gentse tram
- Gentse trolleybus
- Gewestelijk ExpresNet
- Glasgow, metro van
- GLT
- Go-Ahead Group
- Gooische Stoomtram
- Groninger Autobusdienst Onderneming
- Groningse trolleybus

- GT6M
- GT6N
- GTL
- Guided Light Transit
- GVB
- GVBA
- GVG
- GVU
- gratis openbaar vervoer
- gyrobus
- GX 127

## H
- Haagse tram
- Hanzelijn
- Hanzeliner
- Helsinki, metro van
- HermeLijn

- Hermes
- Hess Swisstrolley 3
- High Speed Alliance
- hogesnelheidstrein
- hoofdrailnet

- Hoogwaardig openbaar vervoer
- HOV
- HSA
- HTM Personenvervoer

## I
- ICE
- ICE 3
- ICE International
- IC-trein
- IGO
- IJtram

- Incentro
- Integratie Gelderland Oost
- Intercity
- InterCityExpress

- Interliner
- Internationale Autobus-Onderneming
- InterRegio
- Irisbus
- IR-trein

## K
- kabeltrein
- kabelspoorweg
- Keolis
- Keolis Vlaanderen

- kernnet
- knooppuntdienstregeling
- Kopenhagen, metro van

- Kortrijkse stadsbus
- Kusttram

## L
- lagevloerbus
- lagevloertram
- Landelijk Overleg Consumentenbelangen Openbaar Vervoer
- Lelybus
- Maxx Leeuwarden

- lightrail
- lighttrain
- Lijst van NMBS-stations in België en omstreken
- Lijst van NS-stations
- Lijst van tramsteden
- Limex

- LOCOV
- lokale trein
- Londen, metro van
- Lovers Rail
- L-trein
- Luas

## M
- Maatschappij voor het Intercommunaal Vervoer te Antwerpen
- Maatschappij voor het Intercommunaal Vervoer te Brussel
- Maatschappij voor Intercommunaal Vervoer te Gent
- Madrid, metro van
- Magneetzweeftrein

- Mass Rapid Transit Singapore
- Maxx
- Meussen
- Mercedes-Benz O405
- Mercedes-Benz Citaro
- Metro
- metrosteden (lijst)
- Met.Ro.

- Millennium Transportation International
- MIVB
- Modal split in personenvervoer
- Monorail
- Montréal, metro van
- Moskou, metro van
- Mulder

## N
- Nachtbus
- Nationale Maatschappij der Belgische Spoorwegen
- Nationale Maatschappij van Buurtspoorwegen
- Nationale Strippenkaart
- Nationale vervoerbewijzen
- National Express Group

- Nedam's Autobus Onderneming
- Nederlandse Spoorwegen
- NET
- Nijmeegse trolleybus
- NMBS
- NMVB

- NoordNed
- North East Line (Singapore)
- North South Line (Singapore)
- Nottingham Express Transit
- Novio
- NS

## O
- O405
- OG
- OmniLink
- organische planning
- Oostendse stadsbus
- openbaar vervoer
- Openbaar vervoer in Arnhem
- Openbaar vervoer in Breda

- Openbaar vervoer in Eindhoven
- Openbaar vervoer in Nederland
- Openbaar vervoer in Nijmegen
- Openbaar vervoer in 's-Hertogenbosch
- Openbaar vervoer in Roosendaal
- Openbaar vervoer in Tilburg
- organische planning

- Oudsten, Den
- OV
- OV-autoriteit
- OV-chipkaart
- OV Magazine
- OV-studentenkaart
- OV te water

## P
- Parijse metro
- P&R
- ParkShuttle

- People mover
- Phileas
- Postkoets

- Praag, metro van
- Premetro
- Pyongyang metro

## Q
- Qbuzz
- Q-liner

## R
- RandstadRail
- Red Nacional de los Ferrocarriles Españoles
- Regionaal openbaar vervoer
- Remise
- RENFE
- RET

- Rhätische Bahn
- Rijdt, Van de
- rijksbijdrage voor het openbaar vervoer
- RijnGouwelijn
- Ringlijn
- Ritprijs

- Roeselaarse stadsbus
- Rotterdamse Electrische Tram
- Rotterdamse metro
- Rotterdam Rail Feeding
- Rotterdamse tram
- ROVER
- Russische spoorwegen

## S
- Sabimos
- Saint-Étienne, tram van
- São Paulo, metro van
- S-Bahn
- Scania OmniLink
- SBB
- Schiphollijn
- Schiphol Sternet
- Schutte Tours Zwolle
- Schwebebahn Wuppertal
- semimetro
- Serco
- Sheffield Supertram
- Shinkansen
- SL
- SNCF
- snelbus
- sneltram
- sneltrein
- Société des Transports Intercommunaux de Charleroi

- Société des Transports Intercommunaux de Liège
- Société des Transports Intercommunaux de Verviers
- Société d’Exploitation de Liège et Verviers
- Société Régionale Wallonne du Transport
- Solaris Bus & Coach
- Spoorlijnen in Nederland
- spoorwegstation
- Spurbus
- Sprinter
- SRWT
- State Railways of Thailand (SRT)
- stadsbus
- stads- en streekvervoer
- Stadsbus Maastricht
- Stadsvervoer Dordrecht
- Stadsvervoer Nederland
- Stadtbahn
- Stadstschnellbahn
- Stagecoach Group
- State Railways of Thailand

- station
- Stockholm, metro van
- Stockholm, tram van
- S-tog
- Stoomtramweg Maatschappij Bussum - Huizen
- Stoomtramweg-Maatschappij Oostelijk Groningen
- stoptrein
- Storstockholms Lokaltrafik
- Straatsburg, tram van
- streekbus
- strippenkaart
- STZ
- SUN
- SUNIJ
- SVD
- SVN
- Schweizerische Bundesbahnen
- symmetrietijd
- symmetrische dienstregeling
- Syntus

## T
- Talgo
- Talent
- Taxi Centrale Renesse
- Tijdlijn van het stads- en streekvervoer
- TGV (Train à Grande Vitesse)
- TEC (Transport en Commun)
- Thaise Staatsspoorwegen
- Thalys
- Tokio Tama Intercity Monorail
- Tram
- Trambaix
- Trambesòs
- Trambus (De Lijn, gelede bus)
- Trambus (geleide bus)
- Trambus SpA, OV-bedrijf in Rome
- Tramlink
- TramPlus

- Tramsteden (lijst)
- Tram-train
- Tramways d'Anvers
- Tramway de Caen
- Tramways Verviétois
- Tramwegen van Antwerpen en Omgeving
- Transdev
- Transit-oriented development
- Transferium
- Transit
- TransLink (Brits-Columbia)
- Translink (Noord-Ierland)
- Trans Link Systems
- Translohr
- Transrapid
- trans-Siberische spoorlijn

- Transport for London (TfL)
- Trein
- Treinkaartje
- Treinstel
- Treinserie
- Treinvervoer
- Trek-duwtrein
- Trenitalia
- Trolleybus
- trolleybussteden (lijst)
- Tsjeljabinsk, metro van
- TVR (Transport sur Voie Réservée)
- Tweede klas

## U
- ULF

- Ultra Low Floor

- Utrechtse sneltram

## V
- Van Hool A300
- Van Hool AG300
- Van Hool AGG300
- Van Hool A308
- Van Hool A330
- Valk, De
- Vancom
- Variobahn
- Variotram
- Verenigd Streekvervoer Limburg
- Verenigd Streekvervoer Nederland
- Vereniging Reizigers Openbaar Vervoer
- verkeerslichtbeïnvloeding

- Vervoersautoriteiten Openbaar vervoer Centrumgemeenten
- VDL Bus & Coach
- VDL Kusters Midcity
- Veolia Transport
- Veolia Transport Belgium
- Veolia Transport Fast Ferries
- Veolia Transport Nederland
- vervoersautoriteit

- Vitesse
- Vlaamse Vervoermaatschappij
- vleugeltrein
- VOC-gemeente
- VOC-status
- Volans
- VSN
- VSN-Groep
- Vlaamse Vervoermaatschappij De Lijn

## W
- Waterbus Rotterdam-Drechtsteden
- Waterstofbus
- Werkgroep Reizigers Omvang en Omvang Verkopen

- Wet personenvervoer 2000
- Whisper

- WROOV
- Wuppertaler Schwebebahn

## X
- X2000

## Z
- ZGT
- Zoetermeer Stadslijn
- Zuiderzeelijn
- Zuidooster

- Maxx Zwolle
- Zuidtangent
- zweeftrein

- Zwevend Geleed Tramrijtuig
- Zwitserse Spoorwegen
- Lijst van Zwitserse spoorwegmaatschappijen